# Široký Důl
Široký Důl är en ort i Tjeckien.   Den ligger i regionen Pardubice, i den centrala delen av landet, 130 km öster om huvudstaden Prag. Široký Důl ligger 515 meter över havet och antalet invånare är 363.
Terrängen runt Široký Důl är huvudsakligen platt, men åt nordväst är den kuperad. Runt Široký Důl är det ganska glesbefolkat, med 45 invånare per kvadratkilometer. Närmaste större samhälle är Polička, 4,7 km sydost om Široký Důl. Omgivningarna runt Široký Důl är en mosaik av jordbruksmark och naturlig växtlighet.